# Ivan Rocha Lima
Ivan Rocha Lima   (São Paulo, 14 de gener de 1969) és un futbolista hispano-brasiler, ja retirat.

## Biografia
La carrera d'Ivan Rocha s'ha desenvolupat pràcticament a la lliga espanyola, a la qual va arribar al 1993 després que el Reial Valladolid el fitxés al São Paulo FC i va ajudar a l'ascens de Segona Divisió en el seu primer any. Va debutar amb els castellans a la primera jornada de la temporada 1993/94, en partit contra l'Sporting de Gijón. Eixa va ser la seua millor campanya, amb 35 partits disputats i 3 gols.
El 1992, Rocha, de vint-i-tres anys, es va incorporar al Reial Valladolid i va ajudar a l'ascens de Segona Divisió en el seu primer any. Després d'haver jugat només 21 partits, el defensa va marcar nou gols impressionants (la majoria de penals), segon millor de la plantilla amb José Amavisca.
L'any següent fitxa per l'Atlètic de Madrid, on no acaba de quallar i tot just hi disputa 13 partits. Passa la 1995/96 en blanc i la temporada següent no compta en un CD Logroñés que queda l'últim de Primera Divisió. A la temporada 1997-98 fitxa pel RCD Mallorca on tampoc disposa d'oportunitats.
Però, a la campanya 1998-99 s'incorpora a l'ascendit Alavés. Al club vitorià millora els seus números i participa en 24 partits, xifra que superarà a la següent campanya, amb el debutant CD Numancia de Sòria.
L'any 2002 va tornar al seu país i va aparèixer per l'Sport Club do Recife, União São João Esporte Clube i Paulista Futebol Clube, retirant-se a trenta-quatre anys i convertint-se posteriorment en agent de jugadors.